# Lutjanus bitaeniatus
Lutjanus bitaeniatus là một loài cá biển thuộc chi Lutjanus trong họ Cá hồng. Loài này được mô tả lần đầu tiên vào năm 1830.

## Từ nguyên
Từ định danh bitaeniatus được ghép bởi hai âm tiết trong tiếng Latinh: bi ("hai") và taeniatus ("có sọc"), hàm ý không  rõ, nhưng có lẽ đề cập đến hai vạch đỏ trên má, bên dưới mắt ở loài này, một đặc điểm được cho là để phân biệt với các loài Lutjanus khác.

## Phân bố và môi trường sống
L. bitaeniatus có phân bố nhỏ hẹp trong vùng Ấn Độ Dương - Thái Bình Dương, giới hạn ở phía đông Indonesia, biển Celebes, biển Timor, biển Arafura xuống đến bờ tây bắc Úc, và dường như có một quần thể phụ của loài này bị cô lập ở quần đảo Whitsunday (ngoài khơi bờ đông bắc Úc).
L. bitaeniatus sinh sống trên các rạn san hô, độ sâu trong khoảng 20–105 m. Loài này cũng được ghi nhận ở vùng đầm lầy ngập mặn.

## Mô tả
Chiều dài cơ thể lớn nhất được ghi nhận ở L. bitaeniatus là 30 cm. Lưng và thân trên có màu đỏ hồng, trắng dần ở bụng và thân dưới. Các vây đỏ cam, riêng vây đuôi thi thoảng có màu nâu sẫm. Cá con có một dải đen dọc hai bên lườn (có khi xuất hiện thêm một sọc vàng phía dưới dải đen) và một vệt đen lưỡi liềm trên gốc vây đuôi, bụng và các vây dưới thường vàng.
Số gai ở vây lưng: 10; Số tia vây ở vây lưng: 13–14; Số gai ở vây hậu môn: 3; Số tia vây ở vây hậu môn: 8–9; Số tia vây ở vây ngực: 16–17.

## Phân loại
Qua phân tích tiểu đơn vị cytochrome c oxidase I của DNA ty thể, người ta nhận thấy L. bitaeniatus tạo thành nhóm chị em với Lutjanus papuensis và Lutjanus lemniscatus.

## Giá trị
L. bitaeniatus là một loài quan trọng về mặt thương mại và kinh tế. Thịt của chúng được đánh giá là chất lượng tốt.